# Wielka Czerwenkowa
Wielka Czerwenkowa (słow. Veľká Červenková, 1131 m) – szczyt w Beskidzie Żywiecko-Kisuckim. Znajduje się w głównym grzbiecie tego pasma, w grupie Wielkiej Raczy, pomiędzy przełęczą Śrubita (980 m), oddzielającą go od szczytu Orzeł (Orło), a Bugajem (1140 m), od którego oddzielona jest dwoma płytkimi przełęczami. Grzbietem tym przebiega granica polsko-słowacka i Wielki Europejski Dział Wodny. W północnym kierunku (na polską stronę) opada z Wielkiej Czerwenkowej grzbiet ze szczytem Śrubity Groń, oddzielający potoki Racza i Śrubita. Również na słowacką stronę, w południowo-zachodnim kierunku opada z Wielkiej Czerwenkowej grzbiet oddzielający doliny dwóch cieków potoku o nazwie Veľký potok.
Polskie stoki Wielkiej Czerwenkowej znajdują się w granicach miejscowości Rycerka Górna w województwie śląskim, w powiecie żywieckim, w gminie Rajcza. W regionalizacji fizycznogeograficznej Polski według Jerzego Kondrackiego Grupa Wielkiej Raczy zaliczana jest do Beskidu Żywieckiego, w nowszej polskiej regionalizacji z 2018 roku do Beskidu Żywiecko-Kisuckiego, na Słowacji do Beskidu Kisuckiego. Wielka Czerwenkowa nie jest podpisana na mapach Geoportal, ale wymienia ją polska mapa Compassu, mapa słowacka i przewodnik turystyczny. Jest całkowicie porośnięta lasem. Szlak turystyczny omija jej wierzchołek trawersując go po północnej (polskiej) stronie.

## Szlaki turystyczne
odcinek: Wielka Racza – przełęcz Śrubita – Jaworzyna – przełęcz Przegibek – Bania – Majcherowa – Przełęcz pod Rycerzową.